# INTS1
INTS1‏ (Integrator complex subunit 1) هوَ بروتين يُشَفر بواسطة جين INTS1 في الإنسان.